# Breslau-Trebnitz-Prausnitzer Kleinbahn
| Ehemaliger Stadtbahnhof der Schmalspurbahn am Benderplatz in Breslau (heute plac Stanisława Staszica) |                     |                                                       |                                                       |
| Kursbuchstrecke: | 129b (1934)         |                                                       |                                                       |
| Streckenlänge: | 37,1 km             |                                                       |                                                       |
| Spurweite: | 750 mm (Schmalspur) |                                                       |                                                       |
| |                     |                                                       |                                                       |
| \| \| 0,0 \| Wrocław Wąsk. Breslau Kleinbahn Personenbahnhof \| Wrocław Wąsk. Breslau Kleinbahn Personenbahnhof \| \| \| 0,1 \| Straßenbahn (1435 mm) vom Benderplatz \| Straßenbahn (1435 mm) vom Benderplatz \| \| \| \| Rosenthaler Straße – Dreischienengleis \| \| \| \| 0,4 \| Bhf. Odertor, Bahnstrecke Breslau–Oels \| Bhf. Odertor, Bahnstrecke Breslau–Oels \| \| \| \| Oswitzer Straße – Dreischienengleis \| \| \| \| 0,8 \| zum Städtischen Hafen \| zum Städtischen Hafen \| \| \| \| Gröschelbrücke-Süd (21,5 m), Stadtkanal \| \| \| \| \| Gröschelbrücke-Nord (242,5 m), Alte Oder \| \| \| \| 1,1 \| Straßenbahn (1435 mm) nach Oswitz \| Straßenbahn (1435 mm) nach Oswitz \| \| \| 1,2 \| Wrocław Wąsk. 1951: Personenbahnhof \| Wrocław Wąsk. 1951: Personenbahnhof \| \| \| \| Breslau Kleinbahn Güterbahnhof \| \| \| \| 1,9 \| Wr. Karłowice (p.o.) Breslau-Karlowitz \| Wr. Karłowice (p.o.) Breslau-Karlowitz \| \| \| 3,0 \| Wr. Różanka Wąsk. Breslau-Rosenthal Kleinbahnhof \| Wr. Różanka Wąsk. Breslau-Rosenthal Kleinbahnhof \| \| \| \| Anschlüsse: Rollbockgrube, Zuckerfabrik \| \| \| \| \| Bahnstrecke Schottwitz–Oswitz \| \| \| \| 4,2 \| Wr. Poświętne Breslau-Lilienthal \| Wr. Poświętne Breslau-Lilienthal \| \| \| \| Stadtgrenze von Breslau 1924–1973 \| \| \| \| 6,9 \| Widawa Wąsk. (p.o.) Protsch-Weide, 1939: Weide \| Widawa Wąsk. (p.o.) Protsch-Weide, 1939: Weide \| \| \| \| Brücke über Weide (Südarm) \| \| \| \| \| Brücke über Weide (Nordarm) \| \| \| \| 7,5 \| Hünern \| Hünern \| \| \| 8,1 \| Psary Szymanów Hünern-Simsdorf \| Psary Szymanów Hünern-Simsdorf \| \| \| 10,4 \| Czerńczyce Kapsdorf \| Czerńczyce Kapsdorf \| \| \| 13,0 \| Ligota Piękna Schön-Ellguth \| Ligota Piękna Schön-Ellguth \| \| \| 15,1 \| Wisznia Mała Wiese \| Wisznia Mała Wiese \| \| \| 16,8 \| Wysoki Kościół Hochkirch \| Wysoki Kościół Hochkirch \| \| \| 17,6 \| Piotrowiczki (p.o.) Peterwitz (Kr Trebnitz) \| Piotrowiczki (p.o.) Peterwitz (Kr Trebnitz) \| \| \| 20,7 \| Będkowo Pflaumendorf \| Będkowo Pflaumendorf \| \| \| \| Straßenviadukt \| \| \| \| \| Bahnstrecke Breslau–Trebnitz \| \| \| \| 25,0 \| Trzebnica Zdr. (p.o.) Trebnitz (Schlesien) Hedwigsbad \| Trzebnica Zdr. (p.o.) Trebnitz (Schlesien) Hedwigsbad \| \| \| 26,0 \| Trzebnica Gaj Trebnitz (Schlesien) Stadtpark \| Trzebnica Gaj Trebnitz (Schlesien) Stadtpark \| \| \| 29,4 \| Maluszyn Maluschütz, 1939: Erbenfelde \| Maluszyn Maluschütz, 1939: Erbenfelde \| \| \| 33,1 \| Pawłów Trzebnicki Pawellau, 1939: Paulskirch \| Pawłów Trzebnicki Pawellau, 1939: Paulskirch \| \| \| 33,8 \| Wszemirów Schimmerau \| Wszemirów Schimmerau \| \| \| 35,5 \| Prusice Wschodnie Gürkwitz, 1939: Prausnitz Ost \| Prusice Wschodnie Gürkwitz, 1939: Prausnitz Ost \| \| \| 37,1 \| Prusice Prausnitz (Bz Breslau) \| Prusice Prausnitz (Bz Breslau) \| \| \| \| weiter zur Trachenberg-Militscher Kreisbahn \| \| Bezeichnungen bis 1945 in Kleinschrift dahinter |                     |                                                       |                                                       |
| Abzweig geradeaus, nach rechts und von rechts · Kopfbahnhof Streckenanfang (Strecke außer Betrieb) | 0,0                 | Wrocław Wąsk. Breslau Kleinbahn Personenbahnhof       | Wrocław Wąsk. Breslau Kleinbahn Personenbahnhof       |
| Verschwenkung nach links · Verschwenkung nach rechts (Strecke außer Betrieb) | 0,1                 | Straßenbahn (1435 mm) vom Benderplatz                 | Straßenbahn (1435 mm) vom Benderplatz                 |
| Verschwenkung von rechts |                     | Rosenthaler Straße – Dreischienengleis                | Rosenthaler Straße – Dreischienengleis                |
| Bahnhof quer · Kreuzung geradeaus unten | 0,4                 | Bhf. Odertor, Bahnstrecke Breslau–Oels                | Bhf. Odertor, Bahnstrecke Breslau–Oels                |
| Strecke |                     | Oswitzer Straße – Dreischienengleis                   | Oswitzer Straße – Dreischienengleis                   |
| Abzweig geradeaus und ehemals von links | 0,8                 | zum Städtischen Hafen                                 | zum Städtischen Hafen                                 |
| Brücke über Wasserlauf |                     | Gröschelbrücke-Süd (21,5 m), Stadtkanal               | Gröschelbrücke-Süd (21,5 m), Stadtkanal               |
| Brücke über Wasserlauf |                     | Gröschelbrücke-Nord (242,5 m), Alte Oder              | Gröschelbrücke-Nord (242,5 m), Alte Oder              |
| Abzweig ehemals geradeaus und nach links | 1,1                 | Straßenbahn (1435 mm) nach Oswitz                     | Straßenbahn (1435 mm) nach Oswitz                     |
| Betriebs-/Güterbahnhof Streckenanfang (Strecke außer Betrieb) · Strecke (außer Betrieb) | 1,2                 | Wrocław Wąsk. 1951: Personenbahnhof                   | Wrocław Wąsk. 1951: Personenbahnhof                   |
| Verschwenkung nach links (Strecke außer Betrieb) · Verschwenkung nach rechts (Strecke außer Betrieb) |                     | Breslau Kleinbahn Güterbahnhof                        | Breslau Kleinbahn Güterbahnhof                        |
| Haltepunkt / Haltestelle (Strecke außer Betrieb) | 1,9                 | Wr. Karłowice (p.o.) Breslau-Karlowitz                | Wr. Karłowice (p.o.) Breslau-Karlowitz                |
| Bahnhof (Strecke außer Betrieb) | 3,0                 | Wr. Różanka Wąsk. Breslau-Rosenthal Kleinbahnhof      | Wr. Różanka Wąsk. Breslau-Rosenthal Kleinbahnhof      |
| Abzweig geradeaus, von links und von rechts (Strecke außer Betrieb) |                     | Anschlüsse: Rollbockgrube, Zuckerfabrik               | Anschlüsse: Rollbockgrube, Zuckerfabrik               |
| Kreuzung (Strecke geradeaus außer Betrieb) |                     | Bahnstrecke Schottwitz–Oswitz                         | Bahnstrecke Schottwitz–Oswitz                         |
| Haltepunkt / Haltestelle (Strecke außer Betrieb) | 4,2                 | Wr. Poświętne Breslau-Lilienthal                      | Wr. Poświętne Breslau-Lilienthal                      |
| Grenze (Strecke außer Betrieb) |                     | Stadtgrenze von Breslau 1924–1973                     | Stadtgrenze von Breslau 1924–1973                     |
| Haltepunkt / Haltestelle (Strecke außer Betrieb) | 6,9                 | Widawa Wąsk. (p.o.) Protsch-Weide, 1939: Weide        | Widawa Wąsk. (p.o.) Protsch-Weide, 1939: Weide        |
| Brücke über Wasserlauf (Strecke außer Betrieb) |                     | Brücke über Weide (Südarm)                            | Brücke über Weide (Südarm)                            |
| Brücke über Wasserlauf (Strecke außer Betrieb) |                     | Brücke über Weide (Nordarm)                           | Brücke über Weide (Nordarm)                           |
| Haltepunkt / Haltestelle (Strecke außer Betrieb) | 7,5                 | Hünern                                                | Hünern                                                |
| Haltepunkt / Haltestelle (Strecke außer Betrieb) | 8,1                 | Psary Szymanów Hünern-Simsdorf                        | Psary Szymanów Hünern-Simsdorf                        |
| Haltepunkt / Haltestelle (Strecke außer Betrieb) | 10,4                | Czerńczyce Kapsdorf                                   | Czerńczyce Kapsdorf                                   |
| Haltepunkt / Haltestelle (Strecke außer Betrieb) | 13,0                | Ligota Piękna Schön-Ellguth                           | Ligota Piękna Schön-Ellguth                           |
| Bahnhof (Strecke außer Betrieb) | 15,1                | Wisznia Mała Wiese                                    | Wisznia Mała Wiese                                    |
| Haltepunkt / Haltestelle (Strecke außer Betrieb) | 16,8                | Wysoki Kościół Hochkirch                              | Wysoki Kościół Hochkirch                              |
| Haltepunkt / Haltestelle (Strecke außer Betrieb) | 17,6                | Piotrowiczki (p.o.) Peterwitz (Kr Trebnitz)           | Piotrowiczki (p.o.) Peterwitz (Kr Trebnitz)           |
| Haltepunkt / Haltestelle (Strecke außer Betrieb) | 20,7                | Będkowo Pflaumendorf                                  | Będkowo Pflaumendorf                                  |
| Brücke (Strecke außer Betrieb) |                     | Straßenviadukt                                        | Straßenviadukt                                        |
| Kreuzung geradeaus unten (Strecken außer Betrieb) |                     | Bahnstrecke Breslau–Trebnitz                          | Bahnstrecke Breslau–Trebnitz                          |
| Haltepunkt / Haltestelle (Strecke außer Betrieb) | 25,0                | Trzebnica Zdr. (p.o.) Trebnitz (Schlesien) Hedwigsbad | Trzebnica Zdr. (p.o.) Trebnitz (Schlesien) Hedwigsbad |
| Bahnhof (Strecke außer Betrieb) | 26,0                | Trzebnica Gaj Trebnitz (Schlesien) Stadtpark          | Trzebnica Gaj Trebnitz (Schlesien) Stadtpark          |
| Haltepunkt / Haltestelle (Strecke außer Betrieb) | 29,4                | Maluszyn Maluschütz, 1939: Erbenfelde                 | Maluszyn Maluschütz, 1939: Erbenfelde                 |
| Haltepunkt / Haltestelle (Strecke außer Betrieb) | 33,1                | Pawłów Trzebnicki Pawellau, 1939: Paulskirch          | Pawłów Trzebnicki Pawellau, 1939: Paulskirch          |
| Haltepunkt / Haltestelle (Strecke außer Betrieb) | 33,8                | Wszemirów Schimmerau                                  | Wszemirów Schimmerau                                  |
| Haltepunkt / Haltestelle (Strecke außer Betrieb) | 35,5                | Prusice Wschodnie Gürkwitz, 1939: Prausnitz Ost       | Prusice Wschodnie Gürkwitz, 1939: Prausnitz Ost       |
| Bahnhof (Strecke außer Betrieb) | 37,1                | Prusice Prausnitz (Bz Breslau)                        | Prusice Prausnitz (Bz Breslau)                        |
| Strecke (außer Betrieb) |                     | weiter zur Trachenberg-Militscher Kreisbahn           | weiter zur Trachenberg-Militscher Kreisbahn           |

Die Breslau-Trebnitz-Prausnitzer Kleinbahn AG betrieb eine Schmalspurbahn, die den Landkreis Trebnitz in Schlesien durchzog und auch als „Katzengebirgsbahn“ bezeichnet wurde.

## Geschichte

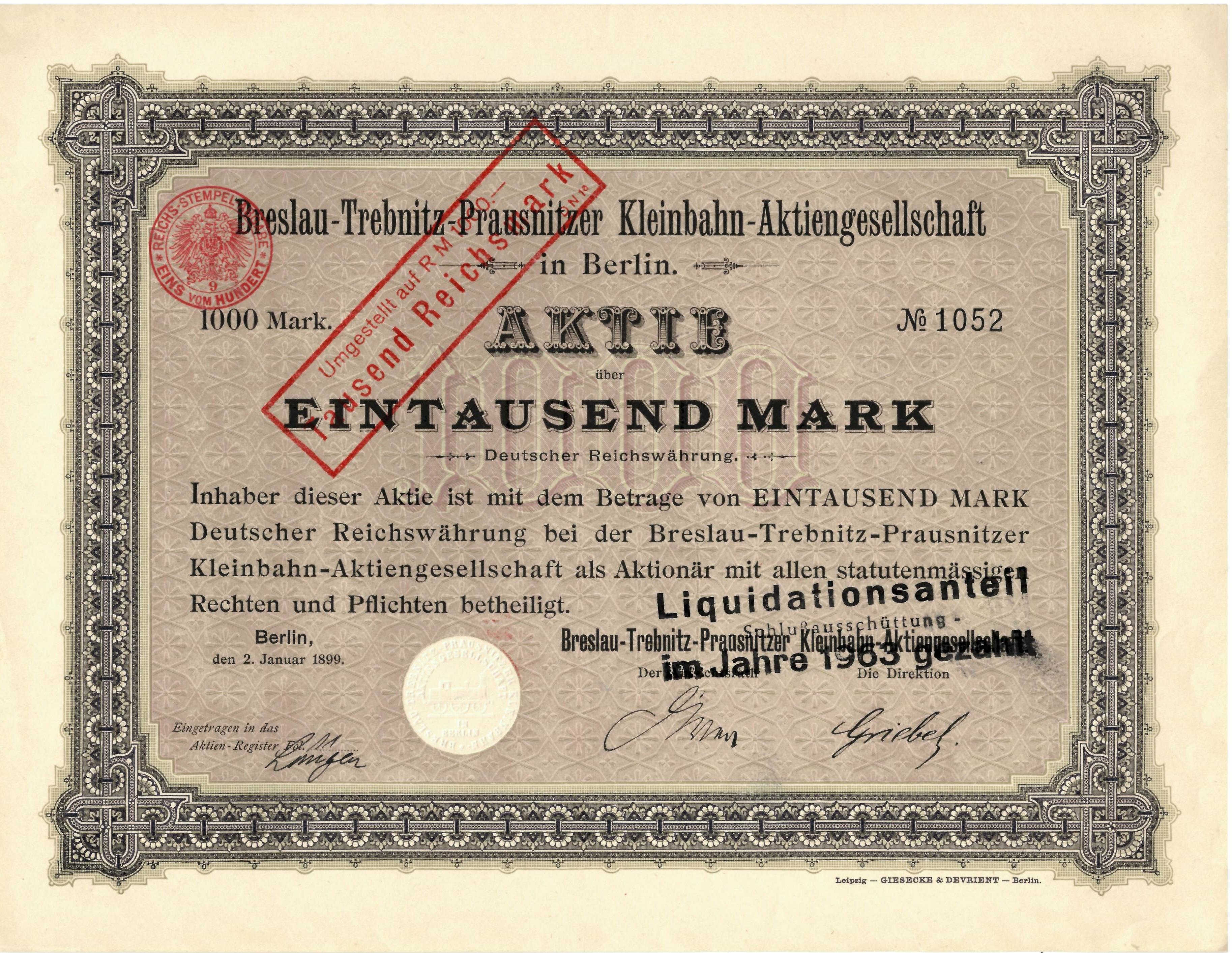
Aktie über 1000 Mark der Breslau-Trebnitz-Prausnitzer Kleinbahn-AG vom 2. Januar 1899

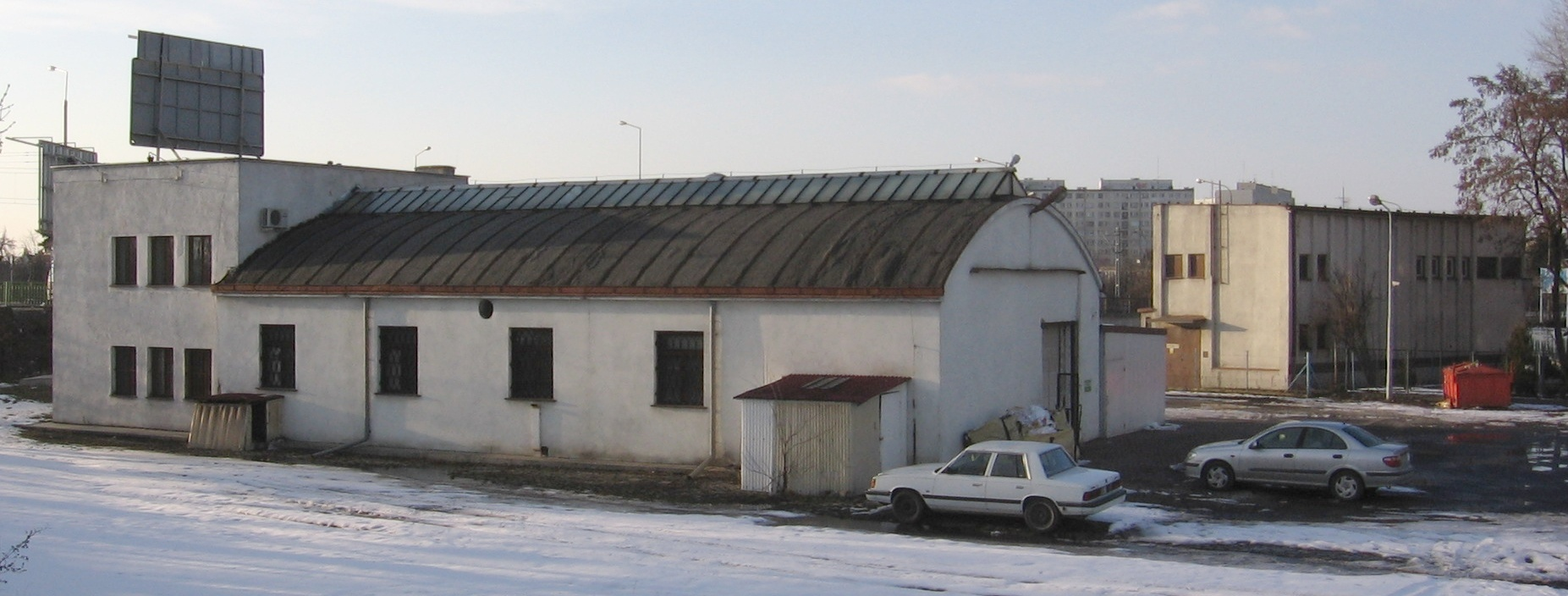
Ehemaliger Schmalspur-Güterbahnhof am Polinkeweg in Breslau (heute ulica Na Polance Ecke ulica Bałtycka)

Der rund um das Katzengebirge nördlich von Breslau liegende Kreis Trebnitz erhielt Mitte des 19. Jahrhunderts zunächst nur Bahnverbindungen in seinen östlichen und westlichen Randgebieten. Erst die 1886 eröffnete Staatsbahnstrecke von Breslau über Hundsfeld erreichte auch die Kreisstadt Trebnitz mit ihren rund 7.000 Einwohnern. Gleichwohl wünschten sich die Kreisbewohner eine zusätzliche Verbindung nach Breslau und eine Fortsetzung in den Nachbarkreis Militsch.
Die Allgemeine Deutsche Kleinbahn-Gesellschaft gründete am 3. Juli 1897 die Breslau-Trebnitz-Prausnitzer Kleinbahn AG und übertrug nach Fertigstellung der Strecke die Betriebsführung auf ihre Tochter, die Allgemeine Deutsche Eisenbahn-Betriebs-GmbH.
Die in 750 mm Schmalspur angelegte Kleinbahn begann zunächst am 1. Juli 1898 in dem nördlich der Alten Oder gelegenen Ort Karlowitz, der 1924 nach Breslau eingemeindet wurde. Sie führte in nördlicher Richtung bis zu der im Katzengebirge liegenden Stadt Trebnitz. Dieser 24 Kilometer lange Abschnitt wurde bereits im Oktober 1898 um 11 Kilometer bis zu der im Kreis Militsch gelegenen Kleinstadt Prausnitz verlängert. In Breslau wurde der Endpunkt der Bahn 2 Kilometer näher an das Stadtzentrum gelegt, wobei streckenweise im Straßenraum und seit 1903 im Mischbetrieb mit der regelspurigen Straßenbahn auf einem Dreischienengleis gefahren wurde. Der zweigleisige Dreischienenabschnitt auf der Gröschelbrücke und in der Rosenthaler bzw. Oswitzer Straße war insgesamt 960 Meter lang. Der neue Kleinbahnhof, der am 5. Januar 1899 in Betrieb genommen wurde, lag in der Odervorstadt nahe dem Odertorbahnhof, wo auch die Züge der Staatsbahn nach Trebnitz und Oels abfuhren. Südlich der Gröschelbrücke wurde ein Anschluss an den Oderhafen gebaut.
Nach dem Zweiten Weltkrieg kam die Kleinbahn unter polnische Verwaltung. Entsprechend wurden die Bahnhöfe umbenannt, der Kleinbahnhof hieß seitdem Wrocław Wąskotorowy. Außerdem wurde die nunmehr verstaatlichte Bahn mit der Trachenberg-Militscher Kreisbahn zur Wrocławska Kolej Dojazdowa (Breslauer Vorortbahn) betrieblich vereinigt. Am 15. Dezember 1951 wurde der Verkehr aus der Odervorstadt zurückgezogen, indem der frühere Schmalspur-Güterbahnhof am nördlichen Ufer der Alten Oder (Polinkeweg) für die Fahrgastabfertigung baulich angepasst und der südlich davon liegende Abschnitt samt Bahnhof am Benderplatz stillgelegt wurde, da er ein Hindernis für den Straßenverkehr darstellte. Beim früheren Güterbahnhof, der jetzt die Bezeichnung Wrocław Wąskotorowy übernahm, bestand eine Umsteigegelegenheit zur städtischen Straßenbahn. Der Betrieb auf dem Abschnitt zwischen Breslau (ehem. Güterbahnhof) und Trebnitz wurde am 27. Mai 1967 eingestellt; anschließend wurden die Gleise abgebaut. Die letzte Teilstrecke zwischen Trebnitz Stadtpark (Trzebnica Gaj) und Prausnitz wurde noch bis zum 14. September 1991 regelmäßig befahren.

## Fahrplan
Während die Staatsbahn in einer Stunde die Kreisstadt erreichte, brauchte die Kleinbahn zunächst die doppelte Fahrzeit. In Trebnitz hielt die Kleinbahn etwa 400 Meter östlich des Staatsbahnhofs an der Haltestelle Hedwigsbad und fuhr dann zum Kleinbahnhof Stadtpark im Norden der Stadt weiter, dem Betriebsmittelpunkt mit der Werkstatt.
Der Fahrplan vom Sommer 1914 enthielt ab Breslau werktags zwei Züge nach Prausnitz, ferner drei nach Trebnitz und vier nach Hochkirch; an Sonntagen fuhren zusätzliche Züge vor allem für Ausflügler zum Hedwigsbad und Wallfahrer zum Grab der Heiligen Hedwig. Die Staatsbahn setzte täglich acht Züge nach Trebnitz ein. Im Sommer 1944 waren noch vier Züge nach Trebnitz vorgesehen, dazu werktags einer nach Hochkirch. Die Reichsbahn ließ damals nach Trebnitz werktags sieben und sonntags sechs Züge verkehren, die seit den 1920er Jahren bereits am Hauptbahnhof Breslau begannen. Zwischen Trebnitz und Prausnitz fuhren drei Zugpaare der Kleinbahn. Eine Weiterfahrt auf der Trachenberg-Militscher Kreisbahn nach Trachenberg war 1914 nur einmal am Tag, später bis etwa 1939 nur mittwochs und samstags, möglich. Danach wurden dort keine Personen mehr befördert.

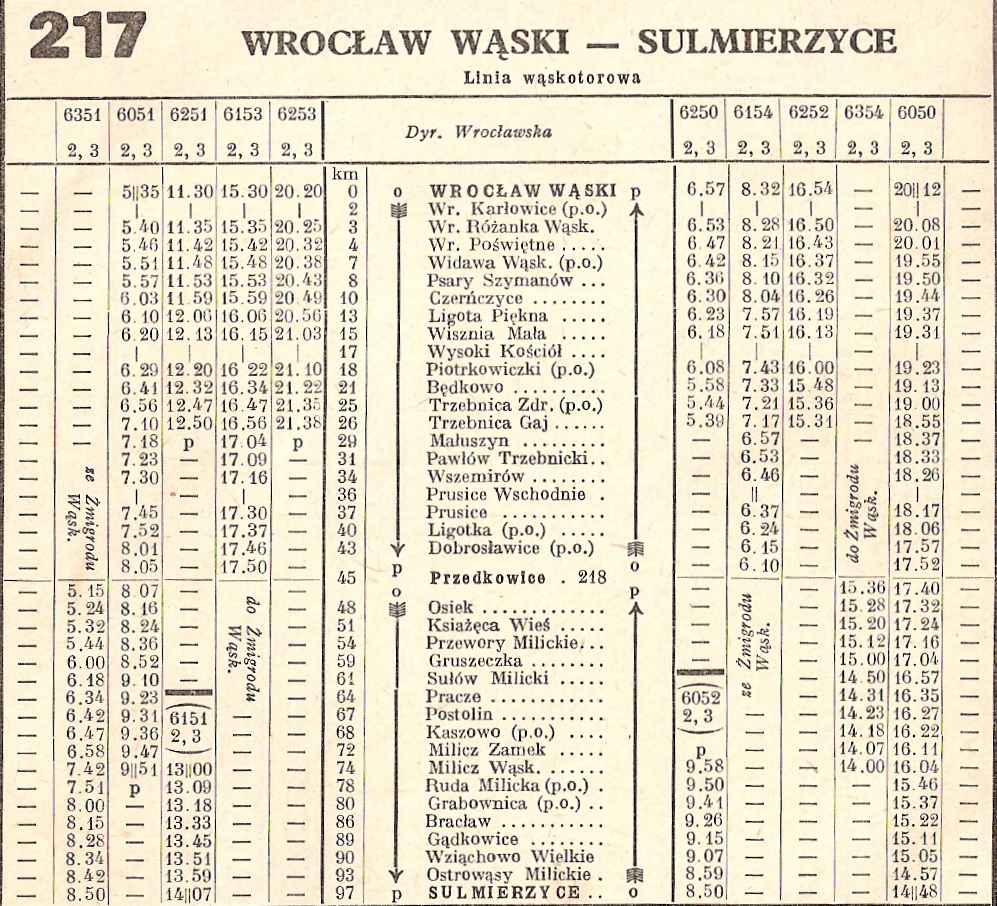
Fahrplan (~1951, vor der Schließung des Stadtbahnhofs)

An Fahrzeugen standen 1939 zur Verfügung: 8 Dampflokomotiven, 34 Personen-, 3 Pack- und 146 Güterwagen; außerdem Rollböcke, mit denen normalspurige Güterwagen bis Hochkirch befördert wurden.
Nach der Vereinigung der Bahn mit der Trachenberg-Militscher Kreisbahn im Jahr 1945 unter polnischer Regie gab es wieder durchgehende Züge nach Trachenberg (polnisch Żmigród) und sogar nach Sulmirschütz (Sulmierzyce). Während 1944 ein durch eine Dampflokomotive gezogener Personenzug zwischen Breslau Kleinbahnhof und Trebnitz Stadtpark noch 1 Stunde und 45 Minuten gebraucht hatte, hat sich nach der vollständigen Einführung der Dieseltriebwagen in den 1950er Jahren die Reisezeit erheblich auf etwa eine Stunde verringert. Allerdings endeten die Bahnen nunmehr nördlich der Gröschelbrücke (Most Osobowicki). Den Fahrplänen ist außerdem zu entnehmen, dass die Züge in Breslau-Karlowitz, Breslau-Lilienthal und Hünern nicht mehr hielten. In den 1960er Jahren verlängerte die Reisezeit sich wieder auf ca. 90 Minuten.